# Distretto di Seocho
Seocho (Hangŭl: 서초구; Hanja: 瑞草區) è un distretto di Seul. Ha una superficie di 47,14 km² e una popolazione di 393.270 abitanti al 2010.